# 임성로
임성로(Imseong-ro)는 전라남도 목포시 삼향동에서 무안군 일로읍 월암교차로를 잇는 도로이다.

## 연혁
- 2009년 7월 3일 : 2개 이상 시·군에 걸쳐 있는 광역도로로 임성로를 고시[1]

## 주요 경유지
전라남도
- 목포시 (삼향동) - 무안군 (삼향읍 . 일로읍)

## 노선
| 이름                | 접속 노선                 | 소재지        | 소재지        | 비고                    |
| 녹색로와 직결       | 녹색로와 직결             | 녹색로와 직결 | 녹색로와 직결 | 녹색로와 직결           |
| ------------------- | ------------------------- | ------------- | ------------- | ----------------------- |
| (이름없음)          | 녹색로                    | 목포시        | 삼향동        |                         |
| 삼향읍사무소 교차로 | 지방도 제825호선 (신기길) | 무안군        | 삼향읍        | 지방도 제825호선과 중복 |
| 상용 교차로         | 삼향로                    | 무안군        | 삼향읍        | 지방도 제825호선과 중복 |
| 대인 교차로         | 삼일로                    | 무안군        | 삼향읍        |                         |
| 용포 교차로         | 오룡산로                  | 무안군        | 삼향읍        |                         |
| 계두교              |                           | 무안군        | 삼향읍        |                         |
| 월암 교차로         | 지방도 제815호선 (삼일로) | 무안군        | 일로읍        |                         |
| 문화로와 직결       |                           |               |               |                         |